# Rubis (1931)
Pour les articles homonymes, voir Rubis (homonymie).
 (juillet 2011).
Si vous disposez d'ouvrages ou d'articles de référence ou si vous connaissez des sites web de qualité traitant du thème abordé ici, merci de compléter l'article en donnant les références utiles à sa vérifiabilité et en les liant à la section « Notes et références ».
Le Rubis
 (H4, 202, P15) était un sous-marin mouilleur de mines de classe Saphir qui a servi dans la Marine nationale et dans les Forces navales françaises libres (FNFL). En raison de ses services dans les FNFL, le Rubis a été fait Compagnon dans l'Ordre de la Libération par un décret du général de Gaulle en date du 14 octobre 1941.
Rubis est aussi le nom de trois autres sous-marins français et d'une classe de sous-marins : le Rubis (Q43) de classe Émeraude, opérationnel entre 1907 et 1919, le Rubis (Q601) sous-marin nucléaire d'attaque de classe Rubis, opérationnel depuis 1983 et le Rubis (S639) de classe Suffren, dont la livraison est prévue en 2027.

## Conception
Les sous-marins de la classe Saphir avaient un déplacement en surface de 773 tonnes et un déplacement en plongée de 940 tonnes.
 Ils mesuraient 65,9 m de long, 7,1 m de large et 4,3 m de tirant d'eau.
 La propulsion en surface était assurée par deux moteurs diesel Normand-Vickers d'une puissance totale de 1 300 cv (969 kW) et en plongée par deux moteurs électriques d'une puissance totale de 1 100 cv (810 kW) par l'intermédiaire de deux arbres, permettant une vitesse maximale de 12 nœuds (22 km/h) en surface et de 9 nœuds (17 km/h) en plongée.
 Leur soute contenant 97 tonnes de gazole leur donnaient un rayon d'action en surface de 7 000 nautiques (13 000 km) à 7,5 nœuds (13,9 km/h), et de 4 000 nautiques (7 400 km) à 12 nœuds (22 km/h) et leurs batteries un rayon d'action en plongée de 80 nautiques (150 km) à 4 nœuds (7,4 km/h).
 Leur équipage était de 42 marins,.
 Les sous-marins de la classe Saphir pouvaient plonger jusqu'à 80 m (250 ft).
Ces sous-marins étaient armés de 3 tubes lance-torpilles de 550 mm et de 2 tubes lance-torpilles de 400 mm. Pour les attaques et défenses en surface, ils étaient équipés d'un canon de 75 mm, d'une mitrailleuse de  13,2 mm/76 Aa et de 2 mitrailleuses Hotchkiss Mle 1914 de 8 mm.
Ces sous-marins étaient conçus pour mouiller des mines sans faire surface. Les 32 mines à orin Sautter-Harlé HS 4, portant une charge de 220 kg de tolite et utilisables par 200 m de fond dont ils étaient équipés, étaient fixées à l’extérieur de la coque sous un revêtement hydrodynamique : chacun des huit puits situés de chaque bord du sous-marin contenait deux mines, disposées l’une au-dessus de l’autre.

Arrivé au lieu choisi, le sous-marin larguait ses mines avec un système à air comprimé Normand-Fenaux (du nom de son inventeur Fernand Fenaux, ingénieur chez Normand) ; du fait de l’allégement ainsi causé, il fallait rééquilibrer rapidement la pesée, de façon à ne pas faire surface en pleine zone ennemie.

## Historique
Il est mis sur cale en avril 1929 à l'arsenal de Toulon, lancé le 30 septembre 1931 et entre en service le 4 avril 1933.
Après avoir appartenu aux 7e et 5e divisions de sous-marins de Toulon, le Rubis a été affecté en 1937 à l'escadrille des sous-marins de Cherbourg.
Au déclenchement de la Seconde Guerre mondiale, le Rubis est en mer Méditerranée dans le cadre de la 20e division du 6e escadron de la 4e flottille de sous-marins à Bizerte en Tunisie avec ses sister ships Nautilus, Saphir et Turquoise.
 Le 7 février 1940, les Nautilus, Rubis et Saphir escortent l'aviso Commandant Rivière au départ d'Oran.
 Après avoir traversé le détroit de Gibraltar, ils rejoignent les convois 9-R et 63-KS, puis atteignent Brest pour une courte période d'entretien.
Au cours de la campagne de Norvège, en mai 1940, le Rubis  mouille ses mines le long de la cote norvégienne.
 Celles-ci touchent quatre bâtiments norvégiens en mai et juin, puis trois navires de commerce en juillet.
 Le jour de l'armistice, le 22 juin 1940, le Rubis est basé dans le port de Dundee en Écosse.
 Sous l'impulsion de son commandant, le lieutenant de vaisseau Georges Cabanier, il rallie sans hésiter les Forces navales françaises libres avec la quasi-totalité de son équipage.
Lors d'un mouillage de mines au large de la Norvège le 21 mai 1941, le Rubis aperçoit et torpille le navire de commerce finlandais Hogland. Avarié par la déflagration du torpillage et incapable de plonger, le Rubis regagne Dundee en surface, protégé par les avions de la Royal Air Force, à l'approche des côtes écossaises.  Plus tard, le Rubis mouille des mines dans le golfe de Gascogne. Elles coulent trois dragueurs de mines allemands, un chalutier armé et un remorqueur français en 1942, ainsi qu'un quatrième dragueur de mines allemand en 1943. En opération au large de Stavanger en septembre 1944, ses mines touchent deux chasseurs de sous-marins et deux navires de commerce. En octobre et novembre, le Rubis continue ses mouillages de mines dans les eaux norvégiennes, endommageant deux navires, sans les couler. Le 21 décembre 1944, ses mines coulent trois chasseurs de sous marins, un navire de commerce allemand et un dragueur de mines.
Durant la Seconde Guerre mondiale, le Rubis a accompli vingt-deux patrouilles opérationnelles, mouillant 683 mines et coulant des navires pour un total d'environ 21 000 tonneaux de jauge brute. Il coula au total vingt-deux navires ennemis, dont seize de l'Axe (dont quatorze allemands, incluant douze navires de guerre), le Rubis détient le plus fort palmarès des Forces navales françaises libres. Il fut nommé compagnon de la Libération.
De 1946 à 1948, le Rubis est utilisé comme sous-marin école à Toulon.
Le Rubis a été désarmé le 4 octobre 1949 et coulé volontairement le 31 janvier 1958 pour épargner à un Compagnon de la Libération d'être livré aux chalumeaux des ferrailleurs. L'épave du Rubis repose à plat sur le sable par 42 mètres de fond au large du Cap Camarat à la position 43° 11′ N, 6° 42′ E, entre Cavalaire et Saint-Tropez. D'abord utilisé comme cible sonar par la Marine nationale, l'épave du Rubis est devenue un site de plongée réputé de la Méditerranée après avoir été « inventée » par deux plongeurs de « L'Idéal » le bateau de l'École de Plongée de Saint-Tropez en juillet 1974.

## Commandants
- 1938-1941 : Capitaine de corvette Georges Cabanier, Compagnon de la Libération ;
- 9 mai 1941 au 23 juin 1945 : Lieutenant de vaisseau Henri Rousselot, Compagnon de la Libération ;
- 1945-1948 : LV Jean Guillou[7],[8].

## Membres notables de l'équipage
En plus de ses deux commandants, six membres de l'équipage du Rubis ont été faits Compagnon de la Libération à titre individuel :
- Justin Dangel (1907-1968), chef mécanicien ;
- Gontran Gauthier (1906-1966), maître électricien ;
- Roger Guillamet (1910-2000), maître radiotélégraphiste ;
- Robert Laurent (1907-1958), premier maître timonier ;
- François Le Guen (1913-1970), premier maître torpilleur ;
- Henri Simon-Dubuisson (1912-1972), enseigne de vaisseau de 1re classe, officier en second.

Autres membres :
- Gaston Sanz (1921-2003), quartier-maître cuisinier, a également servi comme torpilleur. Il a fait partie de l'équipage du Rubis pendant toute la guerre. Il était de confession juive et ce n'est qu'à l'issue du conflit qu'il a appris que ses parents avaient été déportés et avaient disparu dans les camps d'extermination nazis. Il est décédé en 2003 et conformément à ses dernières volontés ses cendres ont été dispersées au-dessus de l'épave du Rubis.
- André Valois[9] (1918-2010), second maître mécanicien. Il a fait toute la guerre sur le Rubis.
- André Palares, dernier survivant de l'équipage[10].
- « Bacchus », chien mascotte, décoré de la Valiant Dog par la Ligue canine (Grande-Bretagne)[11].

## Navires coulés ou endommagés

### 1940
- 26 mai 1940 : le transport norvégien Vansø (54 tjb) touche une mine mouillée le 10 mai et coule par 58° 21′ 00″ N, 6° 01′ 00″ E.
- 28 mai 1940 : le voilier norvégien Blaamannen (174 tjb), de Haugesund, touche une mine mouillée le 27 mai et coule par 59° 28′ 00″ N, 5° 12′ 00″ E.
- 31 mai 1940 : le navire de commerce norvégien Jadarland (938 tjb), de Haugesund, touche une mine mouillée le 27 mai et coule par 59° 28′ 00″ N, 5° 12′ 00″ E.
- 10 juin 1940 : le navire de commerce Sverre Sigurdssøn (1 081 tjb) touche une mine mouillée le 9 juin au large de Herdla et coule par 60° 36′ 00″ N, 4° 55′ 00″ E.
- 7 juillet 1940 : le navire de commerce norvégien Almora (2 433 tjb), de Egersund, touche une mine mouillée le 10 mai par 58° 21′ 00″ N, 6° 01′ 00″ E. Le navire est endommagé.
- 24 juillet 1940 : le navire de commerce norvégien Kem (1 705 tjb), de Egersund, touche une mine mouillée le 10 mai et coule par 58° 21′ 00″ N, 6° 01′ 00″ E.
- 28 juillet 1940 : le navire de commerce norvégien Argo (413 tjb), de Egersund, touche une mine mouillée le 10 mai et coule par 58° 21′ 00″ N, 6° 01′ 00″ E.

### 1941
- 21 août 1941 : Le Rubis torpille et coule le  navire de commerce finlandais Hogland (4360 tjb) au large de la Norvège en 58° 27′ 00″ N, 5° 46′ 00″ E. Il est avarié par l'explosion du cargo.

### 1942
- 31 mars 1942 : le sous-marin allemand U-702, 769 tjb, touche une mine mouillée le 21 mars en Mer du Nord et coule en 56° 34′ N, 6° 16′ E.
- 12 juin 1942 : le dragueur de mines allemand M 4212 (antérieurement Marie Frans), 125 tjb, touche une mine mouillée le 5 juin et coule en 43° 37′ 00″ N, 1° 34′ 00″ O.
- 26 juin 1942 : le remorqueur français Quand Même (288 tjb) touche une mine mouillée le 5 juin et coule en 43° 37′ 00″ N, 1° 35′ 00″ O.
- 10 juillet 1942 : le dragueur de mines allemand M 4401 (antérieurement Imbrin), 339 tjb, touche une mine et coule en 44° 58′ 00″ N, 1° 23′ 00″ O.
- 18 août 1942 : le patrouilleur allemand V 406 (antérieurement Hans Loh), 464 tjb, touche une mine mouillée le 14 août et coule en 45° 03′ 00″ N, 1° 34′ 00″ O.
- 20 septembre 1942 : le dragueur de mines allemand M 4448 (antérieurement L 4148), 77 tjb, touche une mine mouillée le 5 juin et coule en 43° 37′ 00″ N, 1° 34′ 00″ O.

### 1943
- 10 juillet 1943 : le dragueur de mines allemand M 4451 (antérieurement Gauleiter A. Meyer), 652 tjb, touche une mine au large d'Arcachon et coule en 44° 58′ 00″ N, 1° 10′ 00″ O.

### 1944
- 26 septembre 1944 : le chasseur de sous-marin allemand UJ 1106 (antérieurement Grönland), 464 tjb, touche une mine mouillée le 24 septembre et coule en 58° 45′ 00″ N, 5° 24′ 00″ E.
- 27 septembre 1944 : 
  - le chasseur de sous-marins allemand UJ 1715 (antérieurement Lesum), 464 tjb, touche une mine mouillée le 24 septembre et coule en 58° 45′ 00″ N, 5° 24′ 00″ E.
  - le navire de commerce allemand Cläre Hugo Stinnes (5295 tjb) touche une mine mouillée le 24 septembre et coule en 58° 45′ 00″ N, 5° 24′ 00″ E.
  - le cargo norvégien Knute Nelson (5 749 tjb) touche une mine mouillée le 24 septembre et coule en 58° 45′ 00″ N, 5° 24′ 00″ E
- 27 octobre 1944 : le patrouilleur allemand V 5304 (antérieurement Seehund) touche une mine mouillée le 18 octobre en 60° 55′ 00″ N, 4° 40′ 00″ E. Le navire est fortement endommagé.
- 24 novembre 1944 : le navire de commerce norvégien Castor (1 683 tjb), de Egersund, touche une mine mouillée le même jour et subit des dommages.
- 21 décembre 1944, au large de la Norvège :
  - le cargo allemand Weichselland (antérieurement Letton Gundega), 3654 tjb, touche une mine mouillée le 19 décembre et coule.
  - le chasseur de sous-marins allemand UJ 1113 / KUJ 7, 970 tjb, touche une mine mouillée le 19 décembre et coule.
  - le chasseur de sous-marins allemand UJ 1116 / KUJ 11, 970 tjb, touche une mine mouillée le 19 décembre et coule.
  - le chasseur de sous-marins allemand UJ 1702 / KUJ 16, 970 tjb, touche une mine mouillée le 19 décembre et coule.
  - le dragueur de mines allemand R 402, 140 t, touche une mine mouillée le 19 décembre et coule.